# تورنبايك لين (محطة مترو أنفاق لندن)
تورنبايك لين (بالإنجليزية: Turnpike Lane)‏ هي إحدى محطات مترو أنفاق لندن. تقع على خط بيكاديلي أفتتحت في المنطقة (Zone) رقم 3 أفتتحت في 19 سبتمبر 1932.